# Негауский шлем
Неговский шлем, или Негауский шлем — особый тип древнеальпийского шлема времён борьбы альпийских народов против Рима. Назван по находке в 1811 году большого числа подобных шлемов в г. Женяк, община Негау в Австро-Венгрии, ныне Негова, Словения.

## Развитие и распространение
Данная форма шлема эпохи железного века возникла в середине VI в. до н. э. из шлема с выступом, которые производились преимущественно в Пицене. Позднее производство неговских шлемов переместилось в Этрурию и Альпы, где проживали родственные им реты. Как показывают данные раскопок, данные шлемы продолжали использовать вплоть до начала н. э., то есть до римского завоевания ретов.
По состоянию на начало XXI века известно около 340 неговских шлемов, сохранившихся полностью или частично.

## Форма и украшения
Неговские шлемы почти всегда изготавливались из бронзы, при этом большинство подобных шлемов отливались и дополнительно прессовались изнутри. Толщина стенки шлема варьируется от 1 до 3 мм. Типичными признаками шлема являются кромка, горловина в основании, а также отдельная подкладка внутри. Важнейшей новинкой данного шлема по сравнению с предшествующими формами является полукруглый купол с рубцами.
На некоторых шлемах обнаружены надписи, однако большинство украшено символическими рисунками — ряды круглых глаз, спиралевидных глаз, прямых углов, стилизованных деревьев и т. п. в виде штамповки или накладок.